# テラル
テラル株式会社（TERAL INC.）は、広島県福山市に本社を置くポンプ、送風機、水処理関連、環境関連機器等の製造及び販売をする企業。

## 概要
1918年（大正7年）、菅田義三郎が広島県福山市笠岡町に菅平商会機械部を創業。ポンプの製造、販売、内外産業機械の販売を開始する。
1955年（昭和30年）に社名を株式会社極東機械製作所と改称し、商標を「キョクトウ」に統一すると同時に送風機の製作を始める。また、ポンプのユニット化の先駆けとなった、業界初の給水装置ユニットや消火ポンプユニットなど開発する。
1988年（昭和63年）には株式会社テラルキョクトウに社名変更し、ロゴもデザインされた。その後、環境に重点を置いた機器の開発に取り組み、生ごみ処理機、濾過装置、屋上緑化なども手掛ける。2000年代に入ると、三菱電機、松下電器産業（現・パナソニック）のポンプ・設備関連の事業撤退により、関連会社を譲受、事業を拡大していく。そして2008年（平成20年）社名をテラル株式会社に改称し、ロゴデザインも変更。同時にグループ関連会社も「テラル～」と頭にテラルを付け名称を統一した。
社名にあるテラル（TERAL）とは、地球・大地を意味するテラ（TERRA）と、よみがえる・回復するという意味のラリー（RALLY）とを組み合わせた造語で、地球環境を守りたいということから名付けられた。

## 沿革
- 1918年（大正7年） - 広島県福山市で菅田義三郎が菅平商会機械部を創業。ポンプの製造、販売。内外産業機械の販売を開始。
- 1938年（昭和13年） - 広島県福山市沖野上町（現・光南町）に工場を移転し拡大。
- 1955年（昭和30年） - 株式会社極東機械製作所に社名変更。商標を「キョクトウ」とし、送風機の製作開始。
- 1958年（昭和33年） - 中小企業庁より合理化モデル工場として指定を受ける。
- 1965年（昭和40年） - 米国フランクリン社と技術提携。
- 1966年（昭和41年） - 米国デミング社と技術提携。
- 1967年（昭和42年） - 広島県福山市御幸町に本社と主力工場を移転。業界随一の規模と最新設備をもつ近代工場が完成。
- 1971年（昭和46年） - ポンプ、送風機に加え全熱交換器を開発。
- 1974年（昭和49年） - 消火ポンプユニットを開発、現在の市場の主流に「ユニット化」の先鞭をつける。
- 1975年（昭和50年） - 業界初の給水装置ユニットを開発。
- 1976年（昭和51年） - 極東サービス株式会社（現・テラルテクノサービス）を設立。
- 1981年（昭和56年） - スウェーデン・フリクト社と業務提携。
- 1985年（昭和60年） - 滋賀県琵琶湖研究所とともに「成層破壊による水質改善」に取り組む。
- 1987年（昭和62年） - 総合研究所を完成。
- 1988年（昭和63年） - 埼玉工場を完成。関西水圏環境研究機構の支援を始める。株式会社テラルキョクトウに社名変更。
- 1989年（平成元年） - 中小企業研究センター賞受賞。
- 1990年（平成2年） - 株式会社テラル化成（現・テラル化成）を設立。年商200億突破。
- 1991年（平成3年） - TERAL THAI CO,LTD を設立。
- 1993年（平成5年） - 株式会社テラル電装（現・テラル電装株式会社）を設立。生環境フォーラム'93を全国で開催。
- 1994年（平成6年） - 株式会社テラル環境システム（現・テラルテクノサービス）を設立。
- 1995年（平成7年） - TERAL THAI CO,LTD、アユタヤ新工場完成。香港　天日龍（香港）有限公司を設立。
- 1997年（平成9年） - 東京都文京区に自社ビル、テラル後楽ビル東京支社新設。
- 1998年（平成10年） - テラルサービスとテラル環境システムが合併し、テラルテクノサービス（現・テラルテクノサービス株式会社）になる。テラルがISO9001認証を取得。
- 1999年（平成11年） - テラル電装株式会社がISO 9001認証を取得。
- 2000年（平成12年） - テラル化成株式会社がISO 9001認証を取得。
- 2003年（平成15年） - 三菱電機から同社子会社である多久電機株式会社（現・テラル多久）の全株式を譲受。
- 2004年（平成16年） - 株式会社栗田電機製作所（現・テラルクリタ）と資本提携。
- 2005年（平成17年） - 積水アクアシステム株式会社よりディスポーザー事業を譲渡。
- 2006年（平成18年） - 松下電器産業（現・パナソニック）から同社子会社である株式会社シントー（旧・テラルシントー）の全株式を譲受。上海　泰拉尓通用機械（上海）有限公司の新工場完成。大型送風機専用の駅家工場完成。
- 2008年（平成20年） - 松下電工（現・パナソニック電工）から設備ポンプ事業を譲受。テラル株式会社に社名変更。ISO 14001認証を取得。
- 2010年（平成22年） - グループ会社のテラルシントー株式会社の全事業を譲受し統合。

## 事業所
- 事業所一覧を参照

## 関連会社
国内
- テラル多久株式会社
- テラルクリタ株式会社
- テラルテクノサービス株式会社
- テラル・エス・イー株式会社

海外
- TERAL THAI CO,LTD.（テラルタイ）
- 泰拉尓通用機械（上海）有限公司 （テラル上海）
- テラルＴ＆Ｓ（タイ）
- 天日龍（香港）有限公司 （テラル香港）

国内工場
- テラル東広島工場（旧・テラル化成）
- テラル関西工場（旧・テラルシントー）